# Petyr Stojczew (bokser)
Petyr Stojczew (bułg. Петър Стойчев; ur. 15 lutego 1946 w Płowdiwie) – bułgarski bokser, amatorski wicemistrz Europy w wadze lekkopółśredniej.
Startował w kategorii lekkopółśredniej (do 63,5 kg). Wystąpił w mistrzostwach Europy w 1967 w Rzymie, gdzie przegrał w ćwierćfinale z Peterem Tiepoldem z NRD. Odpadł w ćwierćfinale igrzysk olimpijskich w 1968 w Meksyku przegrywając z Arto Nilssonem z Finlandii.
Na mistrzostwach Europy w 1969 w Bukareszcie wywalczył srebrny medal. Wygrał kolejno z Jimem McCourtem z Irlandii, Peterem Tiepoldem i Bogdanem Jakubowskim, a w finale przegrał z obrońcą tytułu Walerijem Frołowem ze Związku Radzieckiego. Przegrał w ćwierćfinale mistrzostw Europy w 1971 w Madrycie z późniejszym wicemistrzem Calistratem Cuțovem.